# Great Bentley
Great Bentley – wieś i civil parish w Anglii, w hrabstwie Essex, w dystrykcie Tendring. Leży 43 km na wschód od miasta Chelmsford i 91 km na północny wschód od Londynu. W 2011 roku civil parish liczyła 2253 mieszkańców. Great Bentley jest wspomniana w Domesday Book (1086) jako Benetle(i)a.